# Калачики непомітні
Калачики непомітні (Malva neglecta Wallr.) — одно-, дво- або багаторічна сірувата розсіяно жорстковолосиста трав'яниста рослина, з роду мальва, родини мальвових.

## Морфологія
Стебло лежаче або висхідне, циліндричне, від основи дуже розгалужене, 10-45 см заввишки. Листки чергові, довгочерешкові, округлі до майже ниркоподібних, по краю дрібнозубчасті, при основі — виїмчасті, 5-7-лопатеві, з яйцеподібно-ланцетними прилистками. Квітки правильні, двостатеві, блідорожеві, на циліндричних квітконіжках, по 3-4 або цілими пучками у пазухах листків; пелюстки яйцеподібні, глибоковиїмчасті, в 2-3 рази довші за чашечку. Плід розпадається на 14 (12-16) плодиків-сім'янок. Цвіте у червні-вересні.

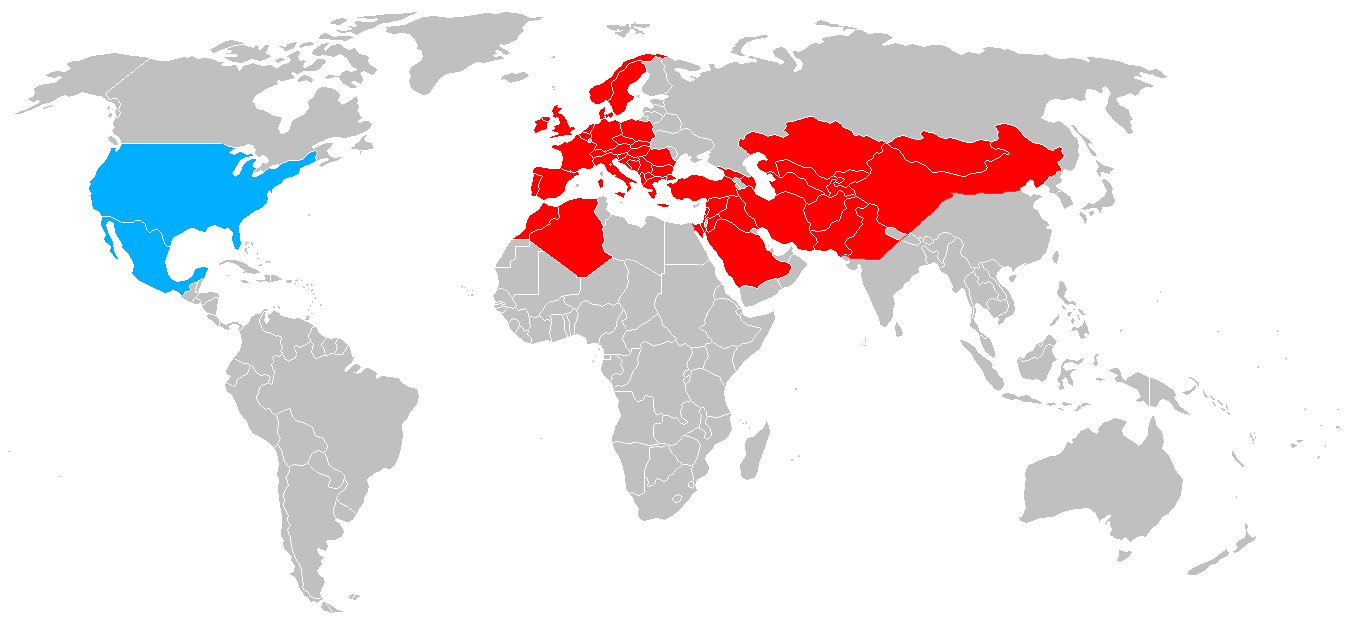
Поширення калачиків непомітних

## Поширення
Калачики непомітні трапляються всюди на подвір'ях, при дорогах, на засмічених місцях як звичайний бур'ян по всій території України.

## Хімічний склад
Уся рослина містить слизові й дубильні речовини; листя — аскорбінову кислоту (до 200 мг %), токоферол, каротин, насіння — жирну олію (до 17,7%).

## Фармакологічні властивості і використання

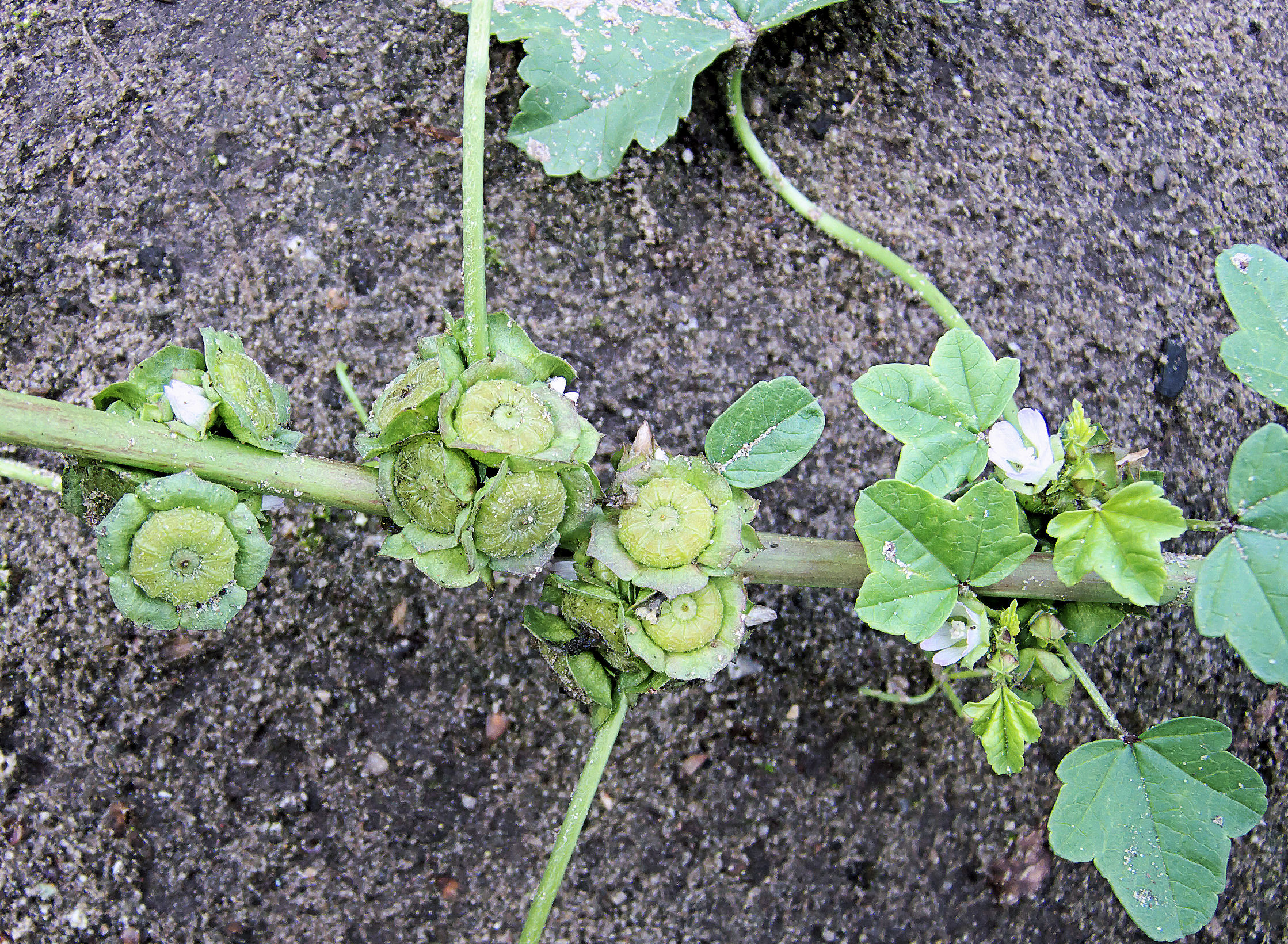
Плоди калачиків непомітних

Калачики непомітні виявляють пом'якшувальну, відхаркувальну, обволікаючу, заспокійливу та болетамувальну дію. Слиз має велику адсорбційну поверхню і діє антитоксично. Препарати калачиків непомітних приймають всередину при захворюваннях дихальних шляхів (бронхіт, сухий нестримний кашель, охриплість тощо), при запальних процесах у шлунку і кишечнику та при діареї. Для посилення терапевтичного ефекту квітки і листя калачиків непомітних поєднують з квітками гречки звичайної, підбілу звичайного і маку дикого та з травою медунки лікарської. Зовнішньо у вигляді полоскань, обмивань, примочок і припарок калачики непомітні використовують при гінгівітах, запальних станах верхніх дихальних шляхів, при ангіні й геморої та для лікування опіків, ран, виразок, різних форм дисгідрозів та інших захворюваннях шкіри. Часто калачики непомітні використовують як замінник алтеї лікарської. До складу лікувально-профіликтичного раціону включають салати з молодого листя калачиків.

## Сировина
Для виготовлення ліків використовують листя або всю надземну частину (траву), які заготовляють під час цвітіння рослини. Зібрану сировину попередньо пров'ялюють на сонці, а потім досушують під укриттям на вільному повітрі. Рослина неофіцинальна.

## Лікарські форми і застосування
Внутрішньо — настій квіток або листя (1 столова ложка сировини на 400 мл окропу, настоюють 1 годину) по пів склянки 3 рази на день до їди, підсолоджуючі медом; настій листя (2 чайні ложки сировини на 200 мл холодної кип'яченої води, настоюють 3-5 годин) п'ють ковтками по 1 склянці на день; напар суміші (порівну) квіток калачиків непомітних, гречки звичайної, підбілу звичайного, маку дикого і трави медунки лікарської (50 г суміші на 1 л окропу, напарюють у термосі ніч) по 1 склянці 5 раз на день; салат — помите листя калачиків занурюють на 1 хвилину в окріп, подрібнюють, додають цибулі, хрону і солі, перемішують, заправляють вершками (на 100 г листя калачиків беруть 25 г ріпчастої цибулі, 25 г тертого хрону, 20 г вершків та сіль).
Зовнішньо — відвар суміші квіток і листя калачиків непомітних (по 1 столовій ложці в 1 склянці води) для полоскання і примочок; настій суміші (порівну) квіток калачиків непомітних алтеї лікарської, бузини чорної і дивини густоквіткової (1-2 чайні ложки суміші на 200 мл окропу) для полоскання і примочок; теплий залишок після проціджування настою квіток або листя калачиків прикладають до опіків 2-3 рази на день у вигляді припарок; настій пелюсток калачиків (2 пучки на 200 мл окропу настоюють 10 хвилин) використовують теплим для компресів при тріщині заднього проходу (Fissura ani); лосьйон — 2 столові ложки листя калачиків непомітних настоюють на 300 мл холодної кип'яченої води 1 годину і використовують для компресів (примочок) при надмірній жирності шкіри обличчя; суміш трави калачиків непомітних (200 г), трави полину звичайного, квіток ромашки лікарської, зерна вівса посівного (по 150 г) заливають 5 л окропу, настоюють протягом дня, ввечері кип'ятять і додають до ванни, яку приймають на ніч при збільшенні селезінки (тривалість процедури — 20-30 хвилин).